# Peter Höhmann
Peter Höhmann (* 1. Juli 1943 in Bielefeld) ist ein deutscher Soziologe.

## Leben
Höhmann besuchte bis 1963 das neusprachliche Gymnasium in Wuppertal–Elberfeld. Er studierte an der wirtschafts- und sozialwissenschaftliche Fakultät der Universität zu Köln und schloss sein Studium als Diplom-Volkswirt sozialwissenschaftlicher Richtung 1968 ab.
Seine Promotion zum Dr. phil erfolgte an der Universität Regensburg mit der Dissertation Zuweisungsprozesse bei marginalen Gruppen. Zur Produktion sozialer Probleme durch Instanzen sozialer Kontrolle. Er vernetzte die Frage der Entwicklung von Randgruppen (Obdachlosen) mit strukturellen Entscheidungen der Stadtplanung.
Anschließend folgten Forschung und Lehre an den Hochschulen und Universitäten Köln, Regensburg, Bielefeld, Dortmund, Freiburg und Darmstadt in den Feldern allgemeine Soziologie, Methoden, abweichendes Verhalten, Stadt-, Berufs- und Religionssoziologie. Von 1988 bis zu seinem Ruhestand 2007 war Höhmann in der Kirchenverwaltung der Evangelischen Kirche in Hessen und Nassau (EKHN) tätig; zuletzt als Oberkirchenrat Leiter des Referats Sozialforschung und Statistik.
Verheiratet ist er mit der Pflegewissenschaftlerin Ulrike Höhmann.

## Wirken
In seiner wissenschaftlichen Arbeit bemühte sich Höhmann um die Anschlussfähigkeit empirischer Forschung an strategische Umsetzung. Dabei verbindet Höhmann soziologische Methoden unterschiedlichster Art. Gerade im Bereich der Religionssoziologie führte er wesentliche Studien durch und gab eine wissenschaftliche Reihe mit heraus.

## Mitgliedschaften
- Vorstandsmitglied des Sozialkritischen Arbeitskreises, Darmstadt seit 1999

## Veröffentlichungen (Auswahl)
- Gemeinsamer Herausgeber mit Dieter Becker, Karl-Wilhelm Dahm der Reihe Empirie und Kirchliche Praxis (EuKP).
- Wie Obdachlosigkeit gemacht wird. Die Entstehung und Entwicklung eines sozialen Problems, Neuwied und Darmstadt 1976
- Raumplanung des bürgerlichen Staates. Eine exemplarische Studie anhand der Ansprüche, Planungsvorhaben und Ergebnisse der staatlichen Arbeitsmarktpolitik im bayerischen Regierungsbezirk Oberpfalz, (gemeinsam mit Thomas Stahl u. a.), München 1980
- Strategien aktiver Professionalisierung der Sozialwissenschaften (gemeinsam mit Ernst Lange und Horst Schneider), in: Peter Höhmann, Elmar Lange, Horst Schneider (Hrsg.), Die Praxisrelevanz der Sozialwissenschaften und die Handlungskompetenz von Sozialwissenschaftlern in außeruniversitären Berufsfeldern, Bielefeld 1983
- Die struktur-funktionalistische Theorie sozialer Probleme – Eine Korrektur liebgewordener Fehldeutungen des Beitrags von Robert K. Merton, in: Soziale Probleme, 4/1993
- Das Planungsdilemma in der Volkskirche, in: Michael Krüggeler, Karl Gabriel, Winfried Gebhardt (Hrsg.), Institution, Organisation, Bewegung, Opladen 1999
- Kirchliche Bindung und Schließungsprozesse, in: Joachim Matthes (Hrsg.), Fremde Heimat Kirche – Erkundungsgänge. Beiträge und Kommentare zur dritten EKD-Untersuchung über Kirchenmitgliedschaft, Gütersloh 2000
- Religiöse Orientierungen von Jugendlichen an berufsbildenden Schulen, in: Uwe Gerber, Peter Höhmann, Reiner Jungnitsch (Hrsg.), Religion und Religionsunterricht, Frankfurt 2002
- Professionsbrüche im Pfarrberuf, in: Dieter Becker und Richard Dautermann (Hrsg.), Berufszufriedenheit im heutigen Pfarrberuf, Frankfurt am Main 2005
- Kirchenmitgliedschaft im gesellschaftlichen Wandel – Eine empirische Untersuchung pluraler Bindungsmuster von Kirchenmitgliedern, Frankfurt am Main 2009
- Kooperation und Konflikt. Spannungslinien evangelischer Kirchlichkeit (gemeinsam mit Dieter Becker), Frankfurt am Main 2016